# Мінеральна вата

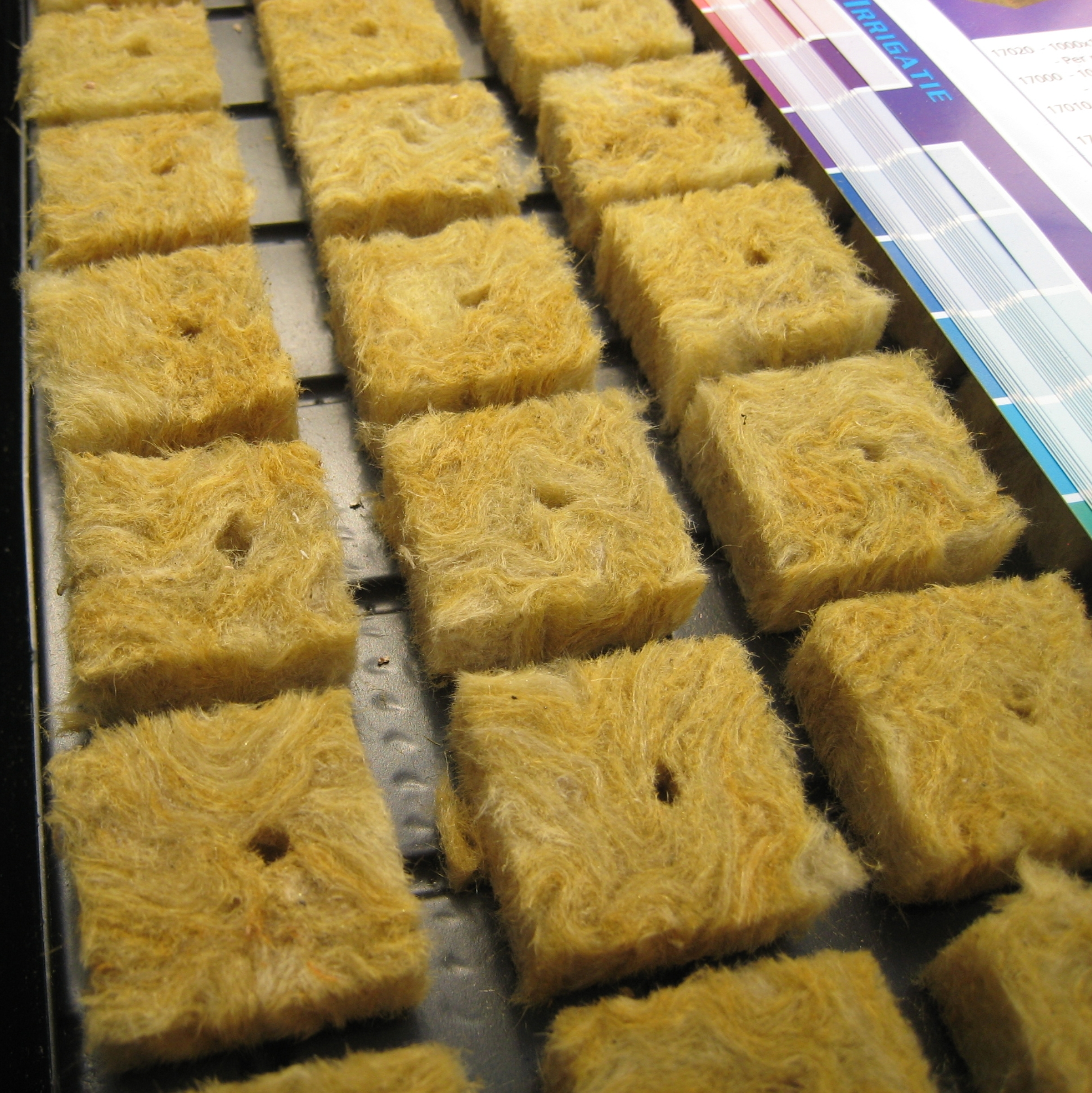
Мінеральна вата

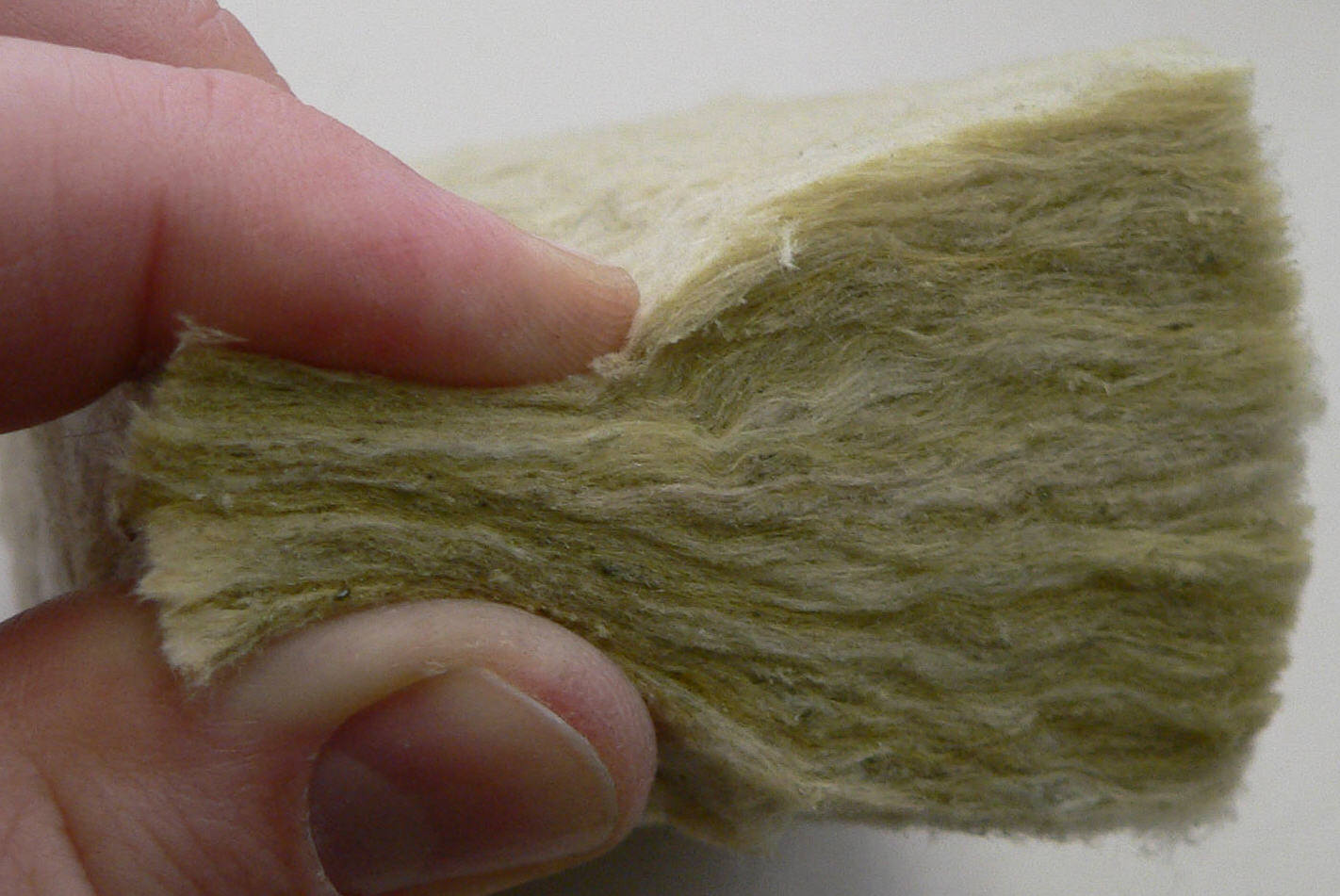
Деформаційні властивості мінеральної вати

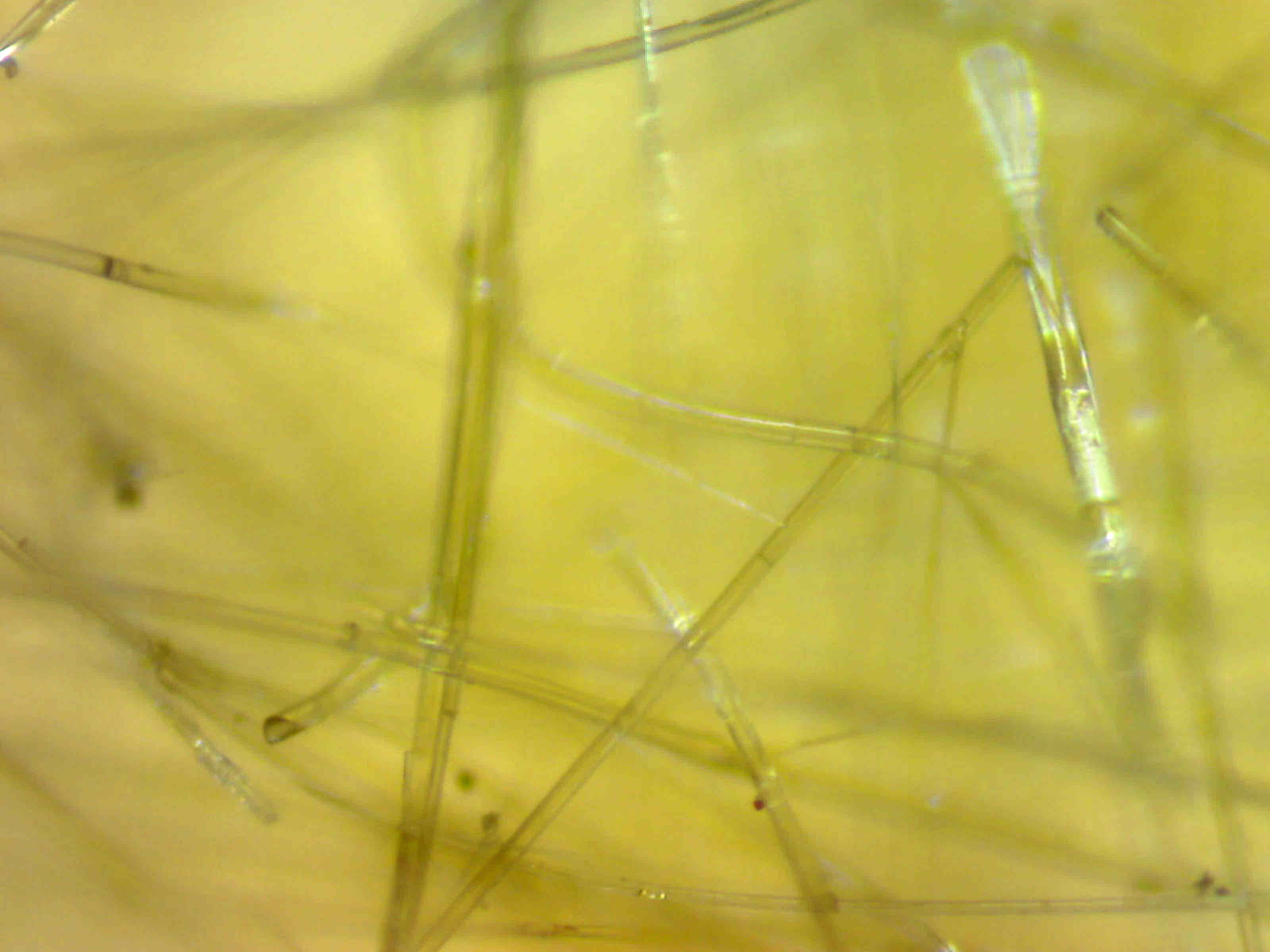
Мінеральна вата під мікроскопом

Мінера́льна ва́та (англ. mineral wool) — волокнистий матеріал, одержуваний з розплавів гірських порід, доменних шлаків або їхніх сумішей.
У поняття «мінеральна вата» за ДСТУ ISO 9229:2009 включено такі різновиди вати:
- Скловата (англ. glass wool) — мінеральна вата, виготовлена з розплаву природного піску або скла.
- Кам'яна вата (англ. rock wool; stone wool) — мінеральна вата, виготовлена переважно з розплаву вивержених гірських порід (базальту).
- Шлакова вата (англ. slag wool) — мінеральна вата, виготовлена з розплаву доменного шлаку.

## Сировина та технології виробництва
Для виробництва мінеральної вати застосовують гірські породи габро-базальтового типу і їхні аналоги, осадові породи, вулканічні шлаки, промислові відходи, у тому числі щебінь з доменного шлаку, а також суміші перелічених компонентів та інші сировинні матеріали, що забезпечують одержання мінеральної вати і пройшли радіологічний контроль.
При виробництві мінеральної вати гірські породи, розплавлені у вагранках, ванно-дугових або електродугових печах, і вогняно-рідкі шлаки перетворюють на волокна дуттьовим, відцентровим чи відцентрово-дуттьовим способом.
Мінеральна вата (залежно від виду вихідної сировини) може мати різну структуру волокнистості, задану технологічно: горизонтально-шарувату, вертикально-шарувату, гофровану або просторову, що визначає можливості її застосування в тих чи інших конструкціях.

## Класифікація
Вату (кам'яну та шлакову) в залежності від діаметра волокна підрозділяють на три види:
- ВМСТ — вата мінеральна із супертонкого волокна діаметром від 0,5 до 3 мкм;
- ВМТ — вата мінеральна із тонкого волокна діаметром від 3 до 6 мкм;
- ВМ — вата мінеральна діаметром волокна від 6 до 12 мкм.

Довжина волокон мінеральної вати переважно 5…60 мм.

## Властивості
Мінеральна вата відзначається малою об'ємною масою (75—125 кг/м³), низьким коефіцієнтом теплопровідності (при температурі 25 ± 5 °С становить 0,045…0,050 Вт/(м·К)), хорошими звукоізоляційними властивостями, вогнестійкістю, морозостійкістю та низькою гігроскопічністю.

## Використання
З мінеральної вати виготовляють повсть, мати, плити та інші вироби. Використовують їх для теплоізоляції устаткування (печі, трубопроводи тощо) з температурою до 700 °C, тепло- і звукоізоляції будівельних конструкцій (стін і перекрить), вогнезахисту конструкцій і як звукоізоляційний матеріал у перегородках та акустичних екранах.
Вироби з мінеральної вати виготовляються без синтетичного зв'язуючого або із синтетичним зв'язуючим.
Без синтетичного зв'язуючого виготовляють такі вироби:
- Мати теплоізоляційні прошивні мінераловатні в обкладках або без них.
- Мати мінераловатні прошивні будівельні  в обкладках або без них.
- Шнури теплоізоляційні.

З синтетичних зв'язуючих виготовляють такі вироби:
- Плити мінеральні теплоізоляційні на синтетичному зв'язуючому.
- Фасонні вироби на синтетичному зв'язуючому.

Синтетичне зв'язуюче — це як правило фенолоспирти, фенолформальдегідні чи карбамідні смоли.